# Liambesisee
Der Liambesisee (englisch Lake Liambezi) ist ein See im Nordosten Namibias in der Region Sambesi. 

## Beschreibung
Der See befindet sich im Unterlauf des Cuando im Caprivizipfel, direkt an der Grenze zu Botswana. Er liegt am Ende der Linyanti-Sümpfe, wo der Cuando (Linyanti) an einer Verwerfung gestaut wird.
Der See ist ein Überbleibsel der Sambesi-Okavango-Flussentwicklung und ist einer der letzten Reste des Paläo-Makgadikgadisees.

## Wasserführung
Er war bis zu seiner vollständigen Austrocknung 1986 mit einer Fläche von bis zu 100 km² der größte See des Landes.
Erstmals 2004 oder 2008 füllte sich der See, gespeist durch den Chobe aus dem Sambesi, wieder mit Wasser und war von 2009 an permanent gefüllt. Seit 2016 ist er fast gänzlich wieder ausgetrocknet.